# سيفازولين
سيفازولين Cefazolin هو INN ويعرف أيضا cefazoline أو cephazolin هو أحد مركبات الجيل الأول للسيفالوسبورينات وهو فعال ضد كثير من المكورات الهوائية إيجابية الغرام إلا أن له فعالية محدودة ضد الجراثيم سلبية الغرام،
امتصاصه من الجهاز الهضمي ضئيل ويجب إعطاؤه حقناً، عمره النصفي في البلازما يتراوح بين 1.5- 2.5 ساعة، يفرغ كدواء دون تغيير في البول.

## الاستعمال الطبي
يستخدم سيفازولين أساسا لعلاج الالتهابات البكتيرية في الجلد (التهاب النسيج الخلوي). ويمكن أيضا أن تستخدم لعلاج الالتهابات البكتيرية متوسطة الشدة التي تنطوي على الرئة والعظام والمفاصل، والمعدة، والدم، وصمام القلب، والمسالك البولية. أنها فعالة سريريا ضد الالتهابات التي تسببها  المكورات العنقودية  و  العقديات 

### الوقاية الجراحية
- الوقاية من العدوى في الجراحة النظيفة. وكثيرا ما يستخدم سيفازولين بمثابة مضاد حيوي وقائي قبل مجموعة واسعة من العمليات الجراحية بسبب كونه أحد المضادات الحيوية درست على نطاق واسع وأثبتت فعاليتها. يتم إعطاء المضادات الحيوية بشكل مثالي خلال 60 دقيقة قبل بدء العملية الجراحية.
- الوقاية من العدوى في الجراحة الملوثة. في العمليات التي تستمر لفترة أطول من 4 ساعات، يجب إعطاء الجرعات الإضافية من سيفازولين كل 4 ساعات حتى انتهاء العملية. كما هو الحال مع العديد من المضادات الحيوية الأخرى، ومقدار السيفازولين الذي يعطى لكل مريض يختلف من حيث الوزن.

### التعرض البكتيري
سيفازولين هو مضاد حيوي واسع الطيف التي كثيرا ما تستخدم لعلاج أنواع مختلفة من الالتهابات بما في ذلك المسالك البولية والجلد والتهابات العظام. من أجل قتل البكتيريا المستهدفة، يجب بالنسبة للمضادات الحيوية أن تصل إلى مستوى معين في الدم. تتم الدراسات في المختبر لتحديد أدنى تركيز مثبط (MIC) لكل المضادات الحيوية والبكتيريا. وفيما يلي البيانات تمثل قابلية MIC لبضع البكتيريا الهامة طبيا.
- الإشريكية القولونية : 0,5 ميكروغرام / مل -> 412.8 ميكروغرام / مل
- المكورات العنقودية الذهبية : <0.2 ميكروغرام / مل -> 344 ميكروغرام / مل
- العقدية المقيحة : 0.125 ميكروغرام / مل - 0.25 ميكروغرام / مل
- التهاب المرارة.
- الوقاية ضد عدوى التهاب الشغاف.
- التهاب المسالك البولية (غير معقدة).
- ذات الرئة بالمكورات الرئوية.
- العدوى داخل البطن (مع ميترونيدازول)[5]

## موانع الاستعمال
فرط الحساسية للسيفازولين، أو غيرها من السيفالوسبورينات.

## الاحتياطات
- وينبغي أن يعطى بحذر للمرضى الذين يعانون من فشل كلوي.يجب على المرضى بأمراض الكلى والذين يجرى لهم ديال دموي على ان يجعلوا الطبيب على دراية بمثل هذه الظروف. تم مسح السيفازولين عن طريق مرضى الكلى والذين يعانون من انخفاض وظائف الكلى وجد انهم بحاجة لتعديل الجرعات الخاصة بهم.[6]
- الاستعمال في الحمل: يمكن استعماله خلال الحمل.
- الرضاعة من الصدر: يستعمل بحذر.

## الأعراض الجانبية
- تفاعلات فرط الحساسية هي أكثر التأثيرات الضارة شيوعاً.
- تفاعلات الطفح الجلدي متكررة بينما الشرى، التشنج القصبي، والتأقي غير شائعة.
- آلام في المعدة، والغثيان والقيء وفقدان الشهية.أما التهاب القولون الغشائي الكاذب الناجم عن المطثية العسيرة فنادراً ما يحصل.
- بقع بيضاء أو قروح داخل الفم أو على الشفاه.
- حكة المهبل.[7]

## التداخلات الدوائية
إذا كنت تتناول أي من الأدوية التالية أخبر الطبيب أو الصيدلاني، فقد تحتاج إلى تعديل الجرعة أو إجراء فحوصات معينة:
- بروبنيسيد.
- وارفارين.
- فينيتوين.